# Gladö kvarn
Gladö kvarn – miejscowość (tätort) w Szwecji, w regionie administracyjnym (län) Sztokholm, w gminie Huddinge.
Według danych Szwedzkiego Urzędu Statystycznego liczba ludności wyniosła: 640 (31 grudnia 2015), 687 (31 grudnia 2018) i 710 (31 grudnia 2019).